# РО-2
РО-2 или втори разузнавателен подотдел е подотдел на българското военно разузнаване, именуващо се тогава Разузнавателен отдел при Щаба на войската, съществувало от 1940 до 1947 г.

## История
Със заповед от 1 април 1940 министърът на войната генерал Теодоси Даскалов създава разширена структура на Разузнавателния отдел при Щаба на войската като създава няколко подотдела. РО-1 за външно разузнаване, РО-2 за вътрешно разузнаване и борба с противодържавните елементи във войската и РО-3 – за контараразунаване. През 1941-1944 РО-2 е със задължение да се бори с противодържавните елементи в Българската войска, в това число нелегалните членове на БКП във войската – войници, подофицери и офицери, а така също и провеждащите враждебна дейност офицери и други военни на официалната политика на страната, която тогава е в съюз с Нацистка Германия. Към РО-2 за това е създадена специална секция ПРОДУЧ. В този период в РО-2 към арестуваните са приложени жестокости, като побоища, зверства и убийства, като това става в този период всекидневие. Вследствие на това службата придобива печална известност като отделението на смъртта. След 9 септември 1944, РО-2 е запазено като старите ръководители са уволнени и арестувани и осъдени на смърт от т.нар. Народен съд, а за нови ръководители на службата са назначени офицери, членове на БКП и НОВА, и взели участие в проведения 1944 Деветосептемврийски преврат. Функциите на РО-2 продължават да са борба с противодържавните елементи във войската, като този път се преследват провеждащите враждебна дейност офицери и други военни на официалната политика на страната, която тогава е в съюз със СССР. Незабавно през септември 1944, РО-2 участва в арестуването и екзекутирането на обвинени от Народния съд военни, уволнени от войската преди това. РО-2 от 1944 трансформира секцията за борба с противодържавните елементи във войската от ПРОДУЧ в ПРНЕO (Противонародни елементи). Създадени са допълнителни функции на секция Б-4 – нелегална агентура. По време на водената 1944-1945 Отечествена война на България против Нацистка Германия, РО-2 проверява за политическа благонадеждност всички военни, заминаващи на фронта. След края на Втората световна война РО-2 ръководи и осъществява разкриването, ареста и предаването на военен съд на офицери – действащи и запасни, които участват в нелегални организации, насочени срещу официалната власт, като „Цар Крум“ и „Неутрален офицер“. При водене на следствие от РО-2 срещу провеждащите враждебна дейност офицери и други военни на официалната политика на страната, която тогава е съветски съюзник, в по-късни години отново започват да се появяват сведения за жестокости, като побоища при разпити, мъчения, зверства и убийства. Такъв е случаят с арестувания полковник Марко Иванов – адютант на военния министър генерал-лейтенант Дамян Велчев, обвинен в участие в нелегална офицерска организация, който по някои сведения е измъчван в ареста на РО-2 от началника на секция Б-4 майор, по-късно генерал-полковник Кирил Косев. Доклад на специална комисия 45 г. по-късно води до разжалването на Кирил Косев от генералско военно звание от тогавашния президент Желю Желев. През 1947 с новия правилник на Разузнавателния отдел при Генералния щаб на Българската народна армия РО-2 е разпуснато.

## Началници
- подполковник Сава Куцаров (1941 - 1943)
- капитан Йонко Йолов (1943 - 1944)
- полковник Александър Починков (1944 - 1948)